# Dictionnaire biographique du mouvement ouvrier français
Le Dictionnaire biographique du mouvement ouvrier français, plus communément appelé Le Maitron, du nom de son fondateur, et parfois désigné par le sigle DBMOF, se compose de 44 volumes publiés entre 1964 et 1997 sous la direction de Jean Maitron (décédé en 1987) puis de Claude Pennetier. Un cédérom reprenant et complétant ce travail a vu le jour en 1997. Plusieurs volumes ont été publiés parallèlement dans le cadre d'un Dictionnaire biographique du mouvement ouvrier international, auxquels il convient d'ajouter plusieurs dictionnaires thématiques.
Dès l'achèvement du projet, une nouvelle série du dictionnaire a été mise en chantier sous la direction de Claude Pennetier, portant cette fois sur la période 1940-1968. Les deux premiers volumes (sur les douze prévus) ont été publiés en 2006 sous le titre : Dictionnaire biographique, mouvement ouvrier, mouvement social.
Il existe une Association des amis du Maitron se donnant pour but de valoriser Le Maitron en France comme à l'étranger.

## Genèse du projet
C'est en 1955 que vient à Jean Maitron, confronté à la demande chronique de renseignements sur les figurants de l'histoire que furent les élus, les intellectuels et les militants du mouvement ouvrier, l'idée de ce dictionnaire. En 1958, il lance un appel à contribution dans l'Actualité de l'Histoire, revue de l'Institut français d'histoire sociale (IFHS).
La mobilisation d'un grand nombre de chercheurs et la reconnaissance progressive du dictionnaire a permis l'ouverture d'archives inaccessibles, notamment celles de la préfecture de police.

## Structure du Dictionnaire
Dictionnaire biographique du mouvement ouvrier français :
Les 43 premiers volumes du DBMOF comportent 103 000 notices biographiques réunies par 455 auteurs. Il se divisent en quatre périodes historiques :
I. 1789 – 1864 : De la Révolution française à la fondation de la première Internationale
- tome 1 : A à Cz, 1964, 491 p.
- tome 2 : D à Ly, 1965, 533 p.
- tome 3 : M à Z, 1966, 536 p.

II. 1864 – 1871 : De la fondation de la première Internationale à la Commune
- tome 4 : A à Car, 1967, 478 p.
- tome 5 : Car à Ey, 1968, 472 p.
- tome 6 : F à Lan, 1969, 478 p.
- tome 7 : Lan à Mor, 1970, 416 p.
- tome 8 : Mor à Rob, 1970, 360 p.
- tome 9 : Rob à Z, 1971, 368 p.

III. 1871 – 1914 : De la Commune à la Grande Guerre
- tome 10 : A à Bou, 1973, 349 p.
- tome 11 : Bou à Del, 1973, 349 p.
- tome 12 : Del à Gue, 1974, 359 p.
- tome 13 : Gue à Mar, 1975, 351 p.
- tome 14 : Mar à Ras, 1976, 344 p.
- tome 15 : Ras à Z, 1977, 357 p.

IV. 1914 – 1939 : De la Première à la Seconde Guerre mondiale
- tome 16 : Introduction, 1981, 511 p.
- tome 17 : A, 1982, 382 p.
- tome 18 : Ba à Berm, 1982, 430 p.
- tome 19 : Bern à Bore, 1983, 446 p.
- tome 20 : Bore à By, 1983, 429 p.
- tome 21 : Ca à Cesa, 1984, 366 p.
- tome 22 : Cesb à Clem, 1984, 357 p.
- tome 23 : Cler à Cy, 1984, 402 p.
- tome 24 : Da à Del, 1985, 339 p.
- tome 25 : Dem à Doz, 1985, 315 p.
- tome 26 : Dr à Dys, 1986, 318 p.
- tome 27 : E à Fe, 1986, 364 p.
- tome 28 : Fi à Fz, 1986, 323 p.
- tome 29 : Ga à Gil, 1987, 373 p.
- tome 30 : Gim à Gs, 1987, 343 p.
- tome 31 : Gua à Huc, 1988, 413 p.
- tome 32 : Hud à Kwa, 1988, 410 p.
- tome 33 : Lab à Laz, 1988, 399 p.
- tome 34 : Lea à Liz, 1989, 407 p.
- tome 35 : Lla à Martro, 1989, 420 p.
- tome 36 : Marty à Monleau, 1990, 483 p.
- tome 37 : Monm à Paly, 1990, 430 p.
- tome 38 : Pama à Pinz, 1990, 389 p.
- tome 39 : Pioch à Raz89, 1990, 430 p.
- tome 40 : Re à Rouz, 1991, 431 p.
- tome 41 : Rova à Szy, 1992, 454 p.
- tome 42 : Ta à Vais, 1992, 396 p.
- tome 43 : Val à Zy, 1993, 439 p.

En 1997, la collection s'enrichit d'un volume complémentaire regroupant 226 notices :
- tome 44 : Compléments aux tomes 1 à 43, Les Éditions de l'Atelier, 1997, 437 p.

La même année paraît un cédérom reprenant et enrichissant les 44 premiers volumes. Ses 110 000 biographies, ses 150 000 pages-écran et ses possibilités de recherches multicritères offrent de nombreux débouchés scientifiques et facilitent notamment le développement de la prosopographie appliquée au mouvement ouvrier.
Dictionnaire biographique, mouvement ouvrier, mouvement social de 1940 à mai 1968 :
- Tome 1 : A - Bek, mai 2006, 445 pages + cédérom
- Tome 2 : Bel - Bz, décembre 2006, 445 pages + cédérom
- Tome 3 : Ca - Cor, novembre 2007, 462 pages + cédérom
- Tome 4 : Cos - Dy, juillet 2008, 460 pages + cédérom
- Tome 5 : E - Ge, juillet 2009, 462 pages + cédérom
- Tome 6 : Gh - Je, novembre 2010, 462 pages + cédérom
- Tome 7 : Ji - Lel, octobre 2011, 464 pages
- Tome 8 : Lem - Mel, octobre 2012, 460 pages
- Tome 9 : Mem - Pen, novembre 2013, 460 pages
- Tome 10 : Pep - Ri, novembre 2014,  460 pages
- Tome 11 : Ro - Ta, novembre 2015,  460 pages
- Tome 12 : TC - Z, novembre 2016, 476 pages

Les derniers volumes  donnent "droit" (à l'achat) à un accès gratuit au site Maitron-en-ligne où plus de 164 000 notices sont consultables entre « les bornes chronologiques de 1789 à 1968 ». Cette borne de 1968 est indicative, car portée jusqu'aux années 1980-2000 pour nombre de biographies très contemporaines.

## Dictionnaires internationaux
Parallèlement, « le Maitron » a franchi les frontières avec un Dictionnaire biographique du mouvement ouvrier international riche de plusieurs volumes :
- Autriche (sous la direction de Yvon Bourdet, Georges Haupt, Felix Kreissler et Herbert Steiner, Éditions ouvrières, 1971, 360 p.)
- Grande-Bretagne (sous la direction de Joyce Bellamy, David Martin, John Saville, adaptation de François Bédarida, Éditions ouvrières, 2 volumes : 1979, 296 p. et 1986, 313 p.)
- Japon (sous la direction de Shiota Shobei [塩田庄兵衛], 2 volumes : A-L, 1978, 381 p. et M-Z, 1979, 429 p.)
- Allemagne (sous la direction de Jacques Droz, 1990, 543 p.)
- Chine (sous la direction de Lucien Bianco et Yves Chevrier, Éditions ouvrières et Presses de la FNSP, 1985, 845 p.)
- Maroc (sous la direction d’Albert Ayache, Les Editions de l'Atelier, 1998, 230 p.)
- Komintern, l'histoire et les hommes. Dictionnaire biographique de l'Internationale communiste en France, en Belgique, au Luxembourg, en Suisse et à Moscou : 1919-1943 (sous la direction de José Gotovitch et Mikhaïl Narinski, 2001, 608 p.)
- La Sociale en Amérique. Dictionnaire biographique du mouvement social francophone aux États-Unis, 1848-1922 (sous la direction de Michel Cordillot, Éditions de l'Atelier, 2002, 431 p.)
- le dernier en date, consacré à l’Algérie, réalisé sous la direction de René Gallissot et publié en janvier 2006, s’intitule Algérie : engagements sociaux et question nationale. De la colonisation à l’indépendance (Éditions de l'Atelier, 608 p.)

## Dictionnaires thématiques
À partir de 1996, l'équipe du « Maitron » a également entrepris la publication de volumes thématiques :
- Gaziers-électriciens, sous la direction de Michel Dreyfus, Éditions de l'Atelier, coll. « Jean Maitron », 1996, 347 p.
- Cheminots et militants. Un siècle de syndicalisme ferroviaire, sous la direction de Marie-Louise Goergen, Éditions de l'Atelier, coll. « Jean Maitron », 2003, 431 p.
- Ce dernier volume a été enrichi par le même auteur d'un cédérom qui, avec plus de 8 000 notices biographiques, constitue une importante base de données sur le militantisme ferroviaire : Cheminots engagés. 9500 biographies en mémoire, Éditions de l'Atelier, coll. « Jean Maitron », 2007.
- Les Anarchistes, Dictionnaire biographique du mouvement libertaire francophone, sous la direction de Claude Pennetier (directeur du Maitron) et de Hugues Lenoir de la Fédération anarchiste, Éditions de l'Atelier, 2014, 528 p.,  (ISBN 978-2-7082-4268-5).

## Du DBMOF au DBMOMS
La mise en chantier d'une cinquième période du « Maitron », allant de l'Occupation à Mai 68, nécessitait la prise en compte de nouvelles formes de militantisme dépassant le cadre du mouvement ouvrier. D'où l'adoption d'un nouveau titre : Dictionnaire biographique, mouvement ouvrier, mouvement social (DBMOMS). Mais DBMOF, DBMOI, dictionnaires thématiques et DBMOMS sont avant tout les quatre composantes d'un seul et même ensemble : Le Maitron.

## Prosopographie et mouvement ouvrier
Au fil de sa réalisation, le Maitron a connu une double évolution : l'organisation progressive du travail de recherche en corpus (géographiques, organisationnels...) et le recours au support numérique (cédérom). Ceci a permis un développement considérable des usages du dictionnaire qui constitue aujourd'hui une base de données ouvrant la voie à de nombreuses recherches prosopographiques appliquées au militantisme.

## Le « Maitron » en ligne
Depuis le 5 décembre 2018 l'ensemble des biographies réalisées, soit environ 186 000 notices, auxquelles s'ajouteront celles qui seront  créées au fil de l'avancement de la recherche, sont accessibles librement et gratuitement sur le site du « Maitron », largement rénové. Grâce au soutien du CNRS et à l'action pionnière des éditions de l'Atelier, l'ouvrage collaboratif initié par Jean Maitron se poursuit en s'adaptant aux évolutions technologiques et en portant l'histoire du mouvement ouvrier et du mouvement social à la connaissance de tous.

## Quelques auteurs
- Première période

Direction
Jean Maitron, Jean Dautry, Roger Dufraisse, Georges Duveau, Rémi Gossez, Jean Vidalenc
Auteurs
Maurice Agulhon, René Amanieu, André Ancourt, Emile Appolis, Marie-Laure Aurenche, Robert Balland, Benjamin Bardy, Pierre Barral, Gilbert Beaubatie, Jean Dautry, Roger Dufraisse, Georges Duveau, Rémi Gossez, Jacques Grandjonc, Jean Maitron, Philippe Régnier, Jean Risacher, Jean Vidalenc...
- Deuxième période :

Maurice Agulhon, René Amanieu, Robert Balland, Benjamin Bardy, Pierre Barral, Michel Cordillot, Madeleine Egrot, Jean Maitron...
- Troisième période :

Jacques Ameye, André Ancourt, André Balent, Robert Balland, Pierre Barral, Yves Lequin, Jean Maitron, Maurice Moissonnier, Justinien Raymond, Madeleine Rebérioux...
- Quatrième période :

André Balent, Robert Balland, Christine Bard, Pierre Broué, Michel Dreyfus, René Gallissot, Jacques Girault, Yves Le Maner, René Lemarquis, Jean Lorcin, Jean Maitron, Maurice Moissonnier, Claude Pennetier, Nicole Racine, Jean-Pierre Ravery, Justinien Raymond, Georges Ribeill, Jean Sagnes, Nathalie Viet-Depaule...
- Cinquième période :

André Balent, Eric Belouet, Jean-Pierre Besse, Didier Bigorgne, Paul Boulland, Sylvain Boulouque, Hélène Chaubin, Michel Cordillot, Olivier Dedieu, Laurent Douzou, Michel Dreyfus, Frank Georgi, Jean-Marie Guillon, Jacques Girault, Daniel Hémery, Jean-Guillaume Lanuque, Robert Mencherini, Gilles Morin, Claude Pennetier, Tanguy Perron, Michel Pigenet, Bernard Pudal, Jean-Pierre Ravery, Pierre Schill, Gilles Vergnon, Nathalie Viet-Depaule, Jean Vigreux, Claude Willard, Serge Wolikow...